# LaVey-satanisme
LaVey-satanisme er en religiøs filosofi grundlagt i 1966 af Anton Szandor LaVey, kodificeret i Satans Bibel og med tilsyn af Church of Satan. Dens overbevisninger og filosofier er baseret på individualisme, epikuræisme, sekularisme, egoisme og selv-guddommeliggørelse og udbreder et verdenssyn af naturalisme, socialdarwinisme og jus talionis. Tilhængerne beskriver den som en kødlig, ikke-åndelig religion, eller " ... verdens første kødelige religion ".
Den involverer ikke "djæveltilbedelse" eller tilbedelse af guder. Church of Satan hævder, at "I Satanisme er hvert individ sin egen gud – der er ikke plads til nogen anden Gud og det omfatter Satan, Lucifer, Cthulhu eller hvad andet navn, man kunne vælge eller tage fra historie eller fiktion." Tilhængerne ser i stedet Satan som et symbol på stolthed, kødlighed, frihed, oplysning og ubesmittet visdom, og fungerer som en begrebsmæssig og et eksternt metaforisk projektion af [satanister] højeste personlige potentiale. Satan (hebraisk שָּׂטָן satan betyder "modstander") ses som et symbol på trods af konservatisme mainstream filosofiske og religiøse strømninger, primært Abrahamitiske religioner, der ser denne som deres antitese.
"LaVeyisk" blev aldrig brugt af Anton LaVey eller af Church of Satan: Udtrykket forekommer heller ikke i dens litteratur. Kirken har erklæret påstanden om, at de er den første formelt organiserede religion, der har adopteret betegnelsen "satanisme", og hævder, at satanisme og "tilbedelse af Satan" er ikke kongruente. Udtrykket "teistisk satanisme" er blevet kaldes oxymoronisk af kirken og dens ypperstepræst, Peter H. Gilmore. The Church of Satan afviser legitimiteten af andre organisationer, der hævder at være sataniske, og kalder dem omvendte kristne, pseudo-satanister eller djævletilbedere. I dag promoverer Church of Satan sig som den eneste autentiske repræsentant for satanisme, og rutinemæssigt udgiver den materialer, der understreger denne påstand.